# Timmerränna

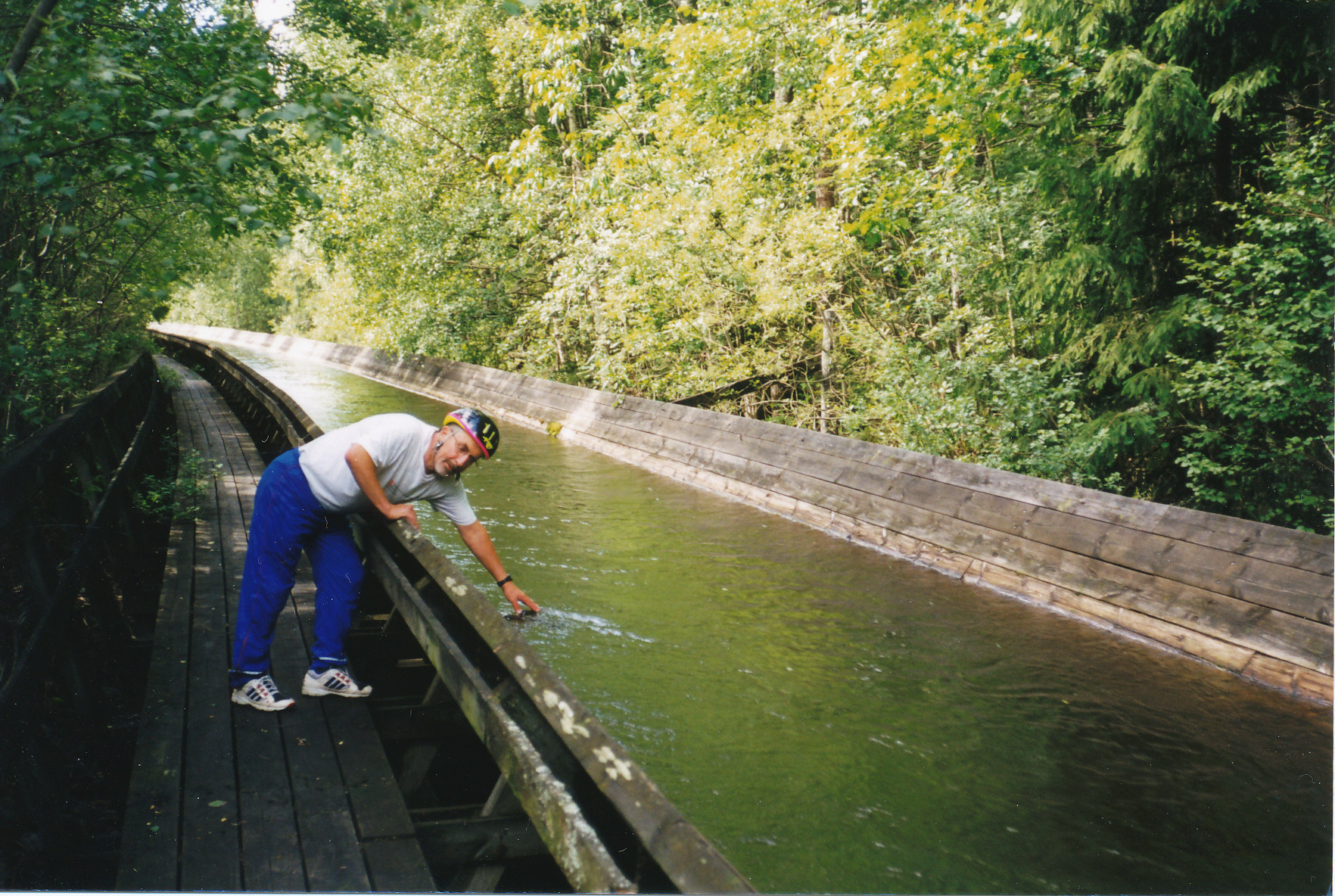
Flottningsrännan mellan Rämsön och Korsnäs AB.

Timmerränna, även kallad flottningsränna, är en konstgjord vattenled, ofta tillverkad av plank, men ibland även av betong eller järnplåt.

## Historik
Syftet med timmerrännan var att under flottningen leda timret förbi kraftverk eller branta forsar och vattenfall. I vissa fall byggdes längre konstgjorda vattenleder som även utnyttjade befintliga bäckar. Dessa transportleder fungerade som en viktig förbindelse mellan älv och kustbelägna sågverk. Rännorna gjorde det möjligt att även nå den värdefulla skog som fanns i det vidsträckta och väglösa land uppströms de bäckar, åar och älvar som var flottningsbara, där det var svårt eller omöjligt att även få fram timret med hästkörning. Det var först under mitten av 1900-talet som bandtraktorn kom och möjliggjorde vägbyggen i besvärlig terräng. 
I dessa rännor i väglöst land dämde man oftast upp ett vattendrag uppströms rännan under våren där timret vältes i och sen kunde man släppa på vattnet när det var dags att låta timret gå. I branta partier av rännan kunde man vara tvungen att borra hål i botten för att sänka nivån i rännan och därmed sänka hastigheten på timret och i flackare partier kunde man leda in bäckar för att höja nivån och få mer fart på timret.
Under 1800-talet byggdes ofta rännorna av torrfuror, som det fanns mycket av i de orörda skogarna och som fanns i närheten av där rännan skulle byggas, de var lättransporterade och hållbara.  
Då timmerrännor har en stark koppling till flottning, finns det inte så många timmerrännor bevarade. Den 30 kilometer långa timmerrännan mellan Rämsön i Uppland och Korsnäs AB i Gästrikland används fortfarande som sötvattentransport. Timmerrännan används primärt för att reglera vattennivån i Älgsjön, ett ansvar som enligt ett servitut är Korsnäs ansvar. 
Timmerrännorna brukade passera sjöar innan de nådde fram till sågverk och pappersbruk vid kusten. Dessa vattendrag användes som timmermagasin och mellanlagringsplats.

## Källor

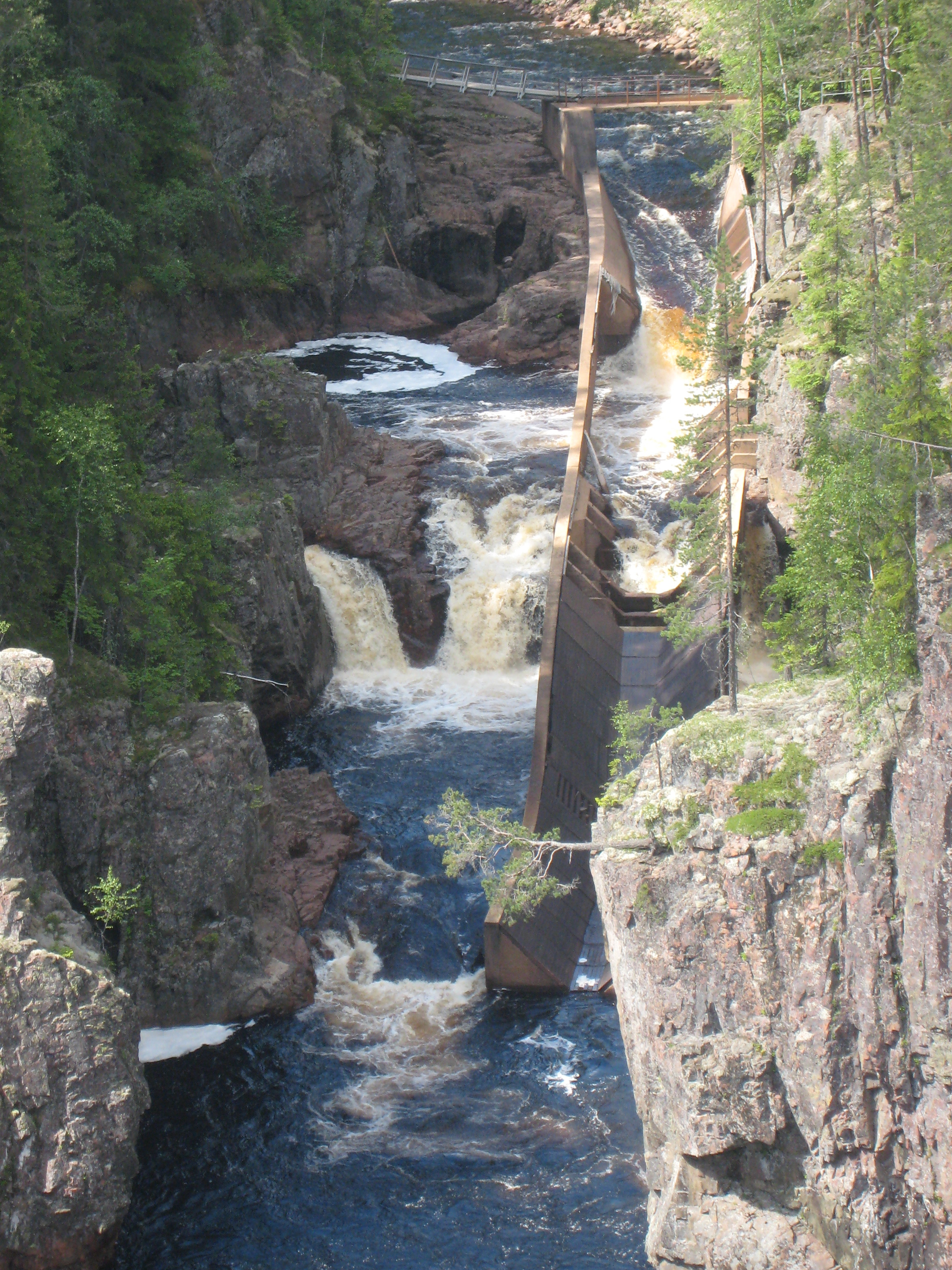
Resterna av en flottningsränna vid Storstupet i Ämån, Dalarna.